# بنو عمار
آل عمار هي عشيرة مكونة من قضاة وفقهاء مسلمين حكموا مدينة طرابلس في ما هو الآن لبنان من 1070 حتى 1109.

## تاريخ

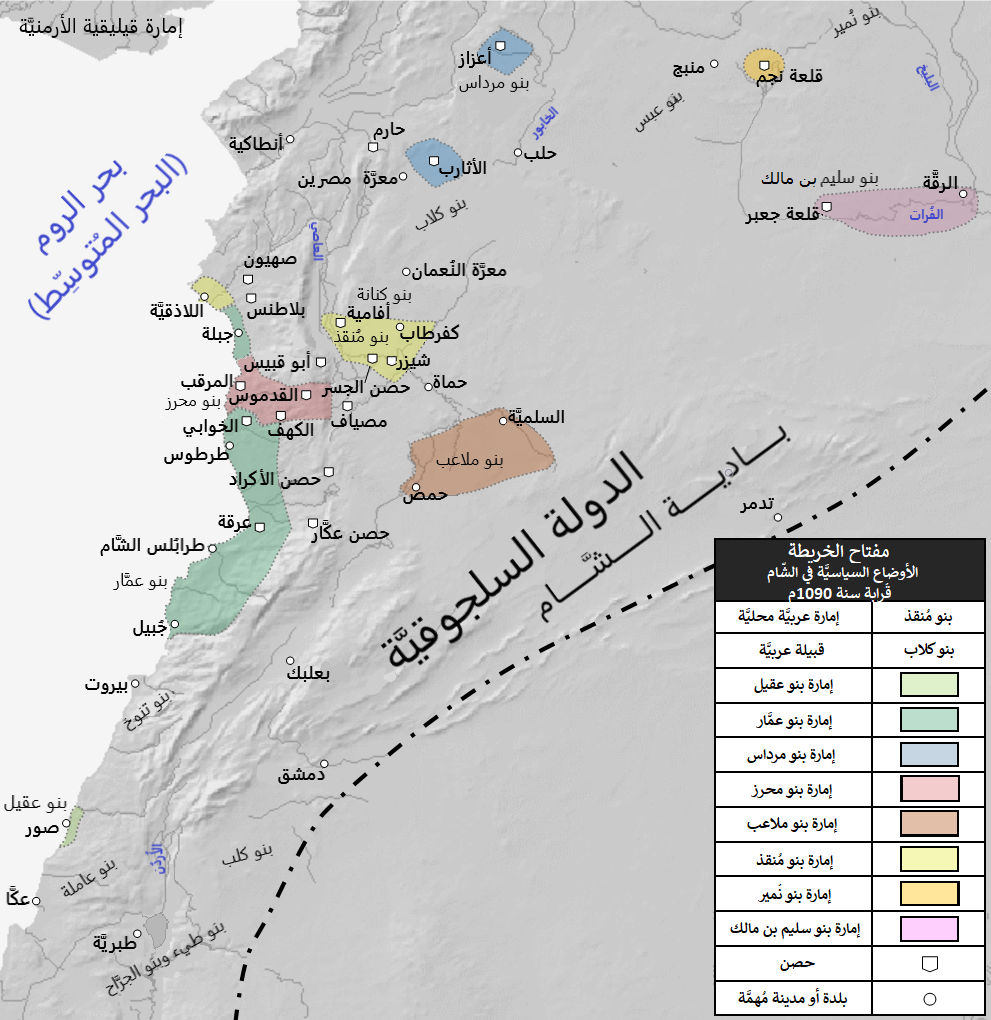
خريطة سياسية لبلاد الشام حوالي عام 1085 م، ومناطق بني عمار مظللة باللون الأخضر

ينحدر آل عمار من قبيلة شمر العربية، التي شكلت الدعامة الأساسية للخلافة الفاطمية في مراحلها الأولى. تأسست الأسرة على يد أمين الدولة أبو طالب الحسن بن عمار، الذي كان قاضي طرابلس الفاطمي المعين عندما توفي الحاكم الفاطمي المحلي مختار الدولة بن بزال عام 1070. أعلن أمين الدولة نفسه الحاكم المستقل للمدينة، وحكم منطقة تمتد من عكار في الشمال إلى جبيل في الجنوب. كانت فترة حكمه قصيرة، حيث توفي بعد عامين فقط.
قاتل ابنا شقيق أمين الدولة من أجل الخلافة، وانتصر أحدهما، جلال الملك علي بن محمد، ونفى شقيقه. حكم جلال الملك علي ابن محمد حتى وفاته عام 1099، وحكم المدينة في عملية توازن دبلوماسية غير مستقرة بين الفاطميين في الجنوب والسلاجقة في الشرق. في عام 1081، استولى على جبلة من الإمبراطورية البيزنطية. كجزء من استراتيجيته لتعزيز مكانة طرابلس، استثمر مبالغ كبيرة في تحويل المدينة إلى مركز للعلم، وأسس «بيت المعرفة» الذي جذب العلماء، بالإضافة إلى مكتبة بارزة تضم 10000 مجلد.
وخلفه أخوه فخر الملك الذي تزامن توليه مع وصول الحملة الصليبية الأولى. في هذه المرحلة امتدت أراضي بني عمار إلى ميناء طرطوس وحصن عرقة شمال طرابلس والخوابي شمال طرطوس بالإضافة إلى طرابلس وجبيل وجبلة. واجه فخر الملك هجمات الصليبيين المستمرة تحت قيادة ريمون دو سان جيل. تم الاستيلاء على طرطوس عام 1099، ولكن بني عمار استعادوها حتى سقطت بقوة في أيدي الصليبيين بقيادة ريموند في أبريل 1102. خسرت العائلة جبيل لريموند في أبريل 1104. غادر المدينة في عام 1108 لحشد السنة الذين يحكمون دمشق وبغداد لمساعدته، ولكن تم عزله من قبل الجماهير في ثورة مؤيدة للفاطميين. أرسل الفاطميون أسطولاً إلى المدينة لكنه وصل بعد ثمانية أيام فقط من سقوطها في أيدي الصليبيين. في يوليو 1109، استولى الصليبيون بقيادة تانكريد على جبلة. بقي فخر الملك في خدمة السلاجقة، ثم دخل في خدمة الأتابكي مودود من الموصل، وأخيرا خدم الخليفة العباسية أحمد المستظهر بالله،. توفي فخر الملك عام 1118 هـ.